# Max Chilton
Max Alexander Chilton (* 21. dubna 1991 v Reigate, Surrey, Spojené království) je britský automobilový závodník, bývalý pilot Formule 1. V letech 2013 a 2014 závodil za tým Marussia F1. Byl týmovým kolegou Julesa Bianchiho. V minulosti závodil kromě motokár a T-Cars také ve Formuli 3, GP2 Series.

## Formule 1

### Marussia (2013)
V prosinci 2012 jej techinký ředitel a majitel týmu Nikolaj Fomenko oznámil jezdcem pro rok 2013 kde měl jezdit původně po boku Tima Glocka, ale ten se rozhodl seriál opustit. Pak po boku Luize Razii, ale jemu po první předsezonních testetech přestali sponzoři platit závodní sedačku. Tým rovněž opustil. Nakonec po jeho boku závodí junior týmu Scuderia Ferrari Jules Bianchi. Max při svém debutu na GP Austrálie se kvalifikoval 20. V závodě pak dojel 17.

## Kompletní výsledky ve Formuli 1
| Legenda k tabulce | Legenda k tabulce                                                                       |
| Barva             | Výsledek                                                                                |
| ----------------- | --------------------------------------------------------------------------------------- |
| Zlatá             | Vítěz                                                                                   |
| Stříbrná          | 2. místo                                                                                |
| Bronzová          | 3. místo                                                                                |
| Zelená            | Bodované umístění                                                                       |
| Modrá             | Nebodované umístění                                                                     |
| Modrá             | Dokončil neklasifikován (NC)                                                            |
| Fialová           | Odstoupil (Ret)                                                                         |
| Červená           | Nekvalifikoval se (DNQ)                                                                 |
| Červená           | Nepředkvalifikoval se (DNPQ)                                                            |
| Černá             | Diskvalifikován (DSQ)                                                                   |
| Bílá              | Nestartoval (DNS)                                                                       |
| Bílá              | Závod zrušen (C)                                                                        |
| Světle modrá      | Pouze trénoval (PO)                                                                     |
| Světle modrá      | Páteční testovací jezdec (TD)                                                           |
| Bez barvy         | Netrénoval (DNP)                                                                        |
| Bez barvy         | Vyřazen (EX)                                                                            |
| Bez barvy         | Nepřijel (DNA)                                                                          |
| Bez barvy         | Odvolal účast (WD)                                                                      |
| Bez barvy         | Nezúčastnil se (prázdné)                                                                |
| Označení          | Význam                                                                                  |
| Tučnost           | Pole position                                                                           |
| Kurzíva           | Nejrychlejší kolo                                                                       |
| †                 | Jezdec nedojel do cíle, ale byl klasifikován, protože odjel více než 90 % délky závodu. |
| ‡                 | Byl udělován poloviční počet bodů, protože bylo odjeto méně než 75 % délky závodu.      |
| Horní index       | Umístění bodujících jezdců ve sprintu                                                   |

| Rok  | Tým         | Šasi          | Motor              | 1      | 2      | 3      | 4      | 5      | 6      | 7       | 8      | 9      | 10     | 11     | 12     | 13      | 14     | 15     | 16      | 17     | 18     | 19     | 20  | Body | Umístění  |
| ---- | ----------- | ------------- | ------------------ | ------ | ------ | ------ | ------ | ------ | ------ | ------- | ------ | ------ | ------ | ------ | ------ | ------- | ------ | ------ | ------- | ------ | ------ | ------ | --- | ---- | --------- |
| 2012 | Marussia F1 | Marussia MR01 | Cosworth CA2012 V8 | AUS    | MAL    | CHN    | BHR    | ESP    | MON    | CAN     | EUR    | GBR    | GER    | HUN    | BEL    | ITA     | SIN    | JPN    | KOR     | IND    | ABU TD | USA    | BRA | –    | –         |
| 2013 | Marussia F1 | Marussia MR02 | Cosworth CA2013 V8 | AUS 17 | MAL 16 | CHN 17 | BHR 20 | ESP 19 | MON 14 | CAN 19  | GBR 17 | GER 19 | HUN 17 | BEL 19 | ITA 20 | SIN 17  | KOR 17 | JPN 19 | IND 17  | ABU 21 | USA 21 | BRA 19 |     | 0    | 22. místo |
| 2014 | Marussia F1 | Marussia MR03 | Ferrari 059/3[     | AUS 13 | MAL 15 | BHR 13 | CHN 19 | ESP 19 | MON 14 | CAN Ret | AUT 17 | GBR 16 | GER 17 | HUN 16 | BEL 16 | ITA Ret | SIN 17 | JPN 18 | RUS Ret | USA    | BRA    | ABU    |     | 0    | 21. místo |